# Bosc-Bordel
Bosc-Bordel è un comune francese di 466 abitanti situato nel dipartimento della Senna Marittima nella regione della Normandia.

## Società

### Evoluzione demografica
Abitanti censiti